# Emma Edmondson
Emma Edmondson (* im 20. Jahrhundert in Littleborough, Greater Manchester) ist eine britische Schauspielerin.

## Karriere
Emma Edmondson wurde vor allem durch die Rolle der Mel Morton in der britischen Fernsehserie Coronation Street bekannt, die sie von 2007 bis 2008 in 115 Folgen verkörperte. In der Serie Prey – Die Beute mimte sie neben John Simm 2014 die Janice, während sie im darauffolgenden Jahr neben Anne-Marie Duff die Polizistin DC Rachel Weir in der Miniserie From Darkness spielte. Zu ihren weiteren Engagements in Serien zählen beispielsweise jene in Doctors, Meet the Richardsons oder Everyone Else Burns. Im Kurzfilm Carly (2018) agierte sie als Debbie.  

## Filmografie (Auswahl)
- 2006: The Street (Fernsehserie, eine Folge)
- 2007–2008: Coronation Street (Fernsehserie, 115 Folgen)
- 2009: Ingenious (Fernsehfilm)
- 2011: In with the Flynns (Fernsehserie, eine Folge)
- 2011: The Body Farm (Fernseh-Miniserie, eine Folge)
- 2012: The Syndicate (Fernsehserie, eine Folge)
- 2012: Mount Pleasant (Fernsehserie, eine Folge)
- 2012: Shameless (Fernsehserie, 3 Folgen)
- 2014: Prey – Die Beute (Prey, Fernsehserie, eine Folge)
- 2015: From Darkness (Fernseh-Miniserie, 3 Folgen)
- 2016: Doctors (Fernsehserie, eine Folge)
- 2018: Carly (Kurzfilm)
- 2020: Moving On (Fernsehserie, eine Folge)
- 2021: Meet the Richardsons (Fernsehserie, 2 Folgen)
- 2023: Everyone Else Burns (Fernsehserie, eine Folge)